# Kościół Witolda
Kościół Wniebowzięcia Najświętszej Marii Panny (lit. Švč. Mergelės Marijos Ėmimo į dangų bažnyčia), Kościół Witolda (lit. Vytauto bažnyčia lub Vytauto Didžiojo bažnyčia – kościół Witolda Wielkiego) – rzymskokatolicki kościół rektoralny w Kownie, w dekanacie Kowno I archidiecezji kowieńskiej. Położony nad brzegiem Niemna, przy ul. Aleksoto. 

## Historia
Nie zachowały się dokumenty potwierdzające fundację kościoła. Jezuita i historyk Wojciech Wijuk Kojałowicz (lit. Albertas Kojalavičius-Vijūkas) oceniał, że świątynia powstała w 1400 r. z inicjatywy wielkiego księcia Witolda. Według niektórych źródeł było to wotum dziękczynne za ocalenie życia podczas przegranej przez Litwinów bitwy nad Worsklą. Prawdopodobnie kościół wzniesiony na początku XV w. był budowlą drewnianą, lub też była to budowla murowana, na miejscu której zbudowano następnie kolejną. Pierwsza pisemna wzmianka o niej pochodzi z 1439 r.. Według niektórych źródeł powstały w I poł. XV wieku kościół jest jedną z najstarszych murowanych budowli w Kownie. W 1439 r. świątynią opiekowali się franciszkanie sprowadzeni z Wilna.
Kościół przetrwał bez większych strat trzy wielkie pożary Kowna w latach 1603, 1624 i 1668. Natomiast w 1655 r. został zdewastowany przez wojska rosyjskie, jednak po zakończeniu działań wojennych budowlę szybko odnowiono. Po raz kolejny świątynia została zdewastowana podczas I wojny północnej. Z kolei w 1812 r., podczas inwazji Napoleona na Rosję, wojska francuskie podążające na wschód najpierw przekształciły kościół w swój magazyn broni, a podczas odwrotu podpaliły go, powodując całkowite zniszczenie budowli. W 1819 r. gwardian franciszkańskiego klasztoru kowieńskiego Grigalius Golickis przeprowadził odbudowę kościoła, który nakryto nowymi sklepieniami, zmieniono również posadzkę. Klasztor franciszkanów został skasowany w 1845 r. przez władze rosyjskie. Kościół Witolda przez pięć lat pozostawał nieużytkowany, zaś w latach 1850-1853 r. został przebudowany na prawosławną cerkiew św. Mikołaja. W XIX w. kościół, położony nad brzegiem Niemna, był również kilkakrotnie zalewany przez powodzie.
Po wkroczeniu wojsk niemieckich do Kowna podczas I wojny światowej kościół został zmieniony w magazyn. W momencie odejścia armii niemieckiej z ziem litewskich kościół był ponownie całkowicie zniszczony. 
W 1919 r. kościół Witolda został zwrócony Kościołowi katolickiemu. Rok później jego rektorem został litewski duchowny, pisarz i działacz narodowy Juozas Tumas-Vaižgantas. Pod jego kierunkiem kościół został odbudowany, ponownie wyposażony, a od 1920 r. przywrócony do użytku liturgicznego. Tumas-Vaižgantas pracował nad restauracją świątyni aż do śmierci w 1933 r., następnie jego działania kontynuowali kolejni rektorzy kościoła. Został też w kościele Witolda pochowany. 
W latach 1979–1989 miał miejsce kompleksowy remont i prace badawcze nad historią budynku.